# Lichères
Lichères ist eine westfranzösische Gemeinde mit 95 Einwohnern (Stand 1. Januar 2022) im Département Charente in der Region Nouvelle-Aquitaine.

## Lage
Lichères liegt innerhalb einer Flussschleife der Charente, etwa 32 Kilometer nördlich von Angoulême. Mansle, ist etwa sechs Kilometer in südwestlicher Richtung entfernt. Die ehemalige romanische Abteikirche von Cellefrouin liegt etwa 15 Kilometer östlich.

## Bevölkerungsentwicklung
| Jahr      | 1968 | 1975 | 1982 | 1990 | 1999 | 2006 | 2018 |
| Einwohner | 84   | 70   | 87   | 86   | 94   | 88   | 87   |

## Geschichte
Man kann davon ausgehen, dass die Entwicklung des Ortes in hohen Maße von der ehemaligen Prioratskirche Saint-Denis geprägt wurde.

## Sehenswürdigkeiten
Die ca. 500 Meter abseits des Dorfes stehende heutige Pfarrkirche Saint-Denis ist um die Mitte des 12. Jahrhunderts erbaut worden – wahrscheinlich als Prioratskirche der etwa 40 Kilometer entfernten Benediktiner-Abtei Charroux. Sie ist seit 1903 als Monument historique klassifiziert und beeindruckt sowohl durch ihre isolierte Lage als auch durch die ausgewogene Architektur ihrer Teile: Chorbereich mit großer Mittelapsis; Querschiff mit kleinen Ostapsiden und gedrungenem Vierungsturm; Langhaus und schlichte Westfassade. Die große Mittelapsis ist durch Arkadenbögen (teilweise mit Fensteröffnungen) gegliedert; die seitlichen Apsiden sind dagegen schmucklos und ungegliedert und haben nur jeweils ein kleines – in das Mauerwerk eingeschnittenes – Ostfenster.
Die Westfassade hat vier Strebepfeiler zur Stabilisierung, aber ansonsten keinerlei Dekor- oder Gliederungselemente. Das Portal zeigt dagegen ein ungewöhnlich reiches Dekor: Kapitelle, Archivoltenbogen und der gewölbte Türsturz sind mit vegetabilischen Motiven geschmückt. Das Tympanon zeigt in der Mitte das Lamm Gottes (Agnus Dei) in einer runden Mandorla, die seitlich von Engeln gehalten wird; links und rechts der Engel schaut – ein äußerst seltenes Motiv – jeweils ein Mönch (oder Abt?) dem Geschehen zu.
Das Kircheninnere ist dreischiffig: Mittelschiff, Seitenschiffe und Vierungsbereich sind – nach dem Einsturz des ursprünglichen Vierungsturms im 18. Jahrhundert – holzgewölbt bzw. mit hölzernen Dachstühlen versehen; die beiden Querschiffarme sind tonnengewölbt. Zwischen den seitlichen Apsiden – mit eingestellten Säulchen oben – und der Mittelapsis befindet sich zu beiden Seiten jeweils ein ebenfalls als Altarraum genutzter und durch Rundfenster (oculi) belichteter Bereich, so dass die Kirche insgesamt fünf Altäre aufweist – ein deutlicher Hinweis auf eine ehemalige Prioratskirche. Wie an der freigelegten Basis einer Säule zu erkennen ist, lag das Fußbodenniveau des Kirchenschiffs ehemals etwa einen halben Meter tiefer, wodurch die Apsiden und damit auch die Altäre entsprechend höher zu liegen kamen.

Kirche St. Denis
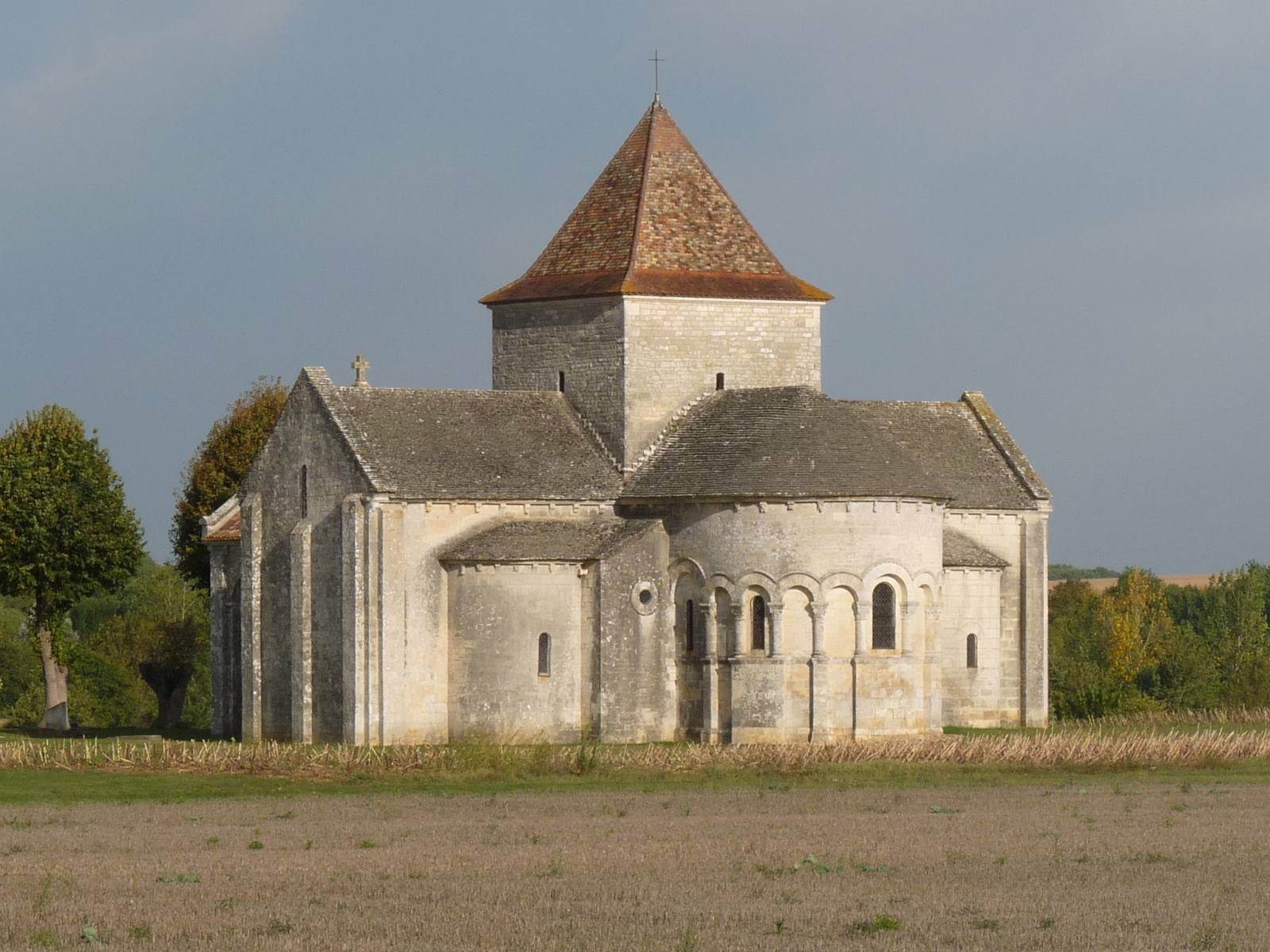
Romanische Kirche St-Denis
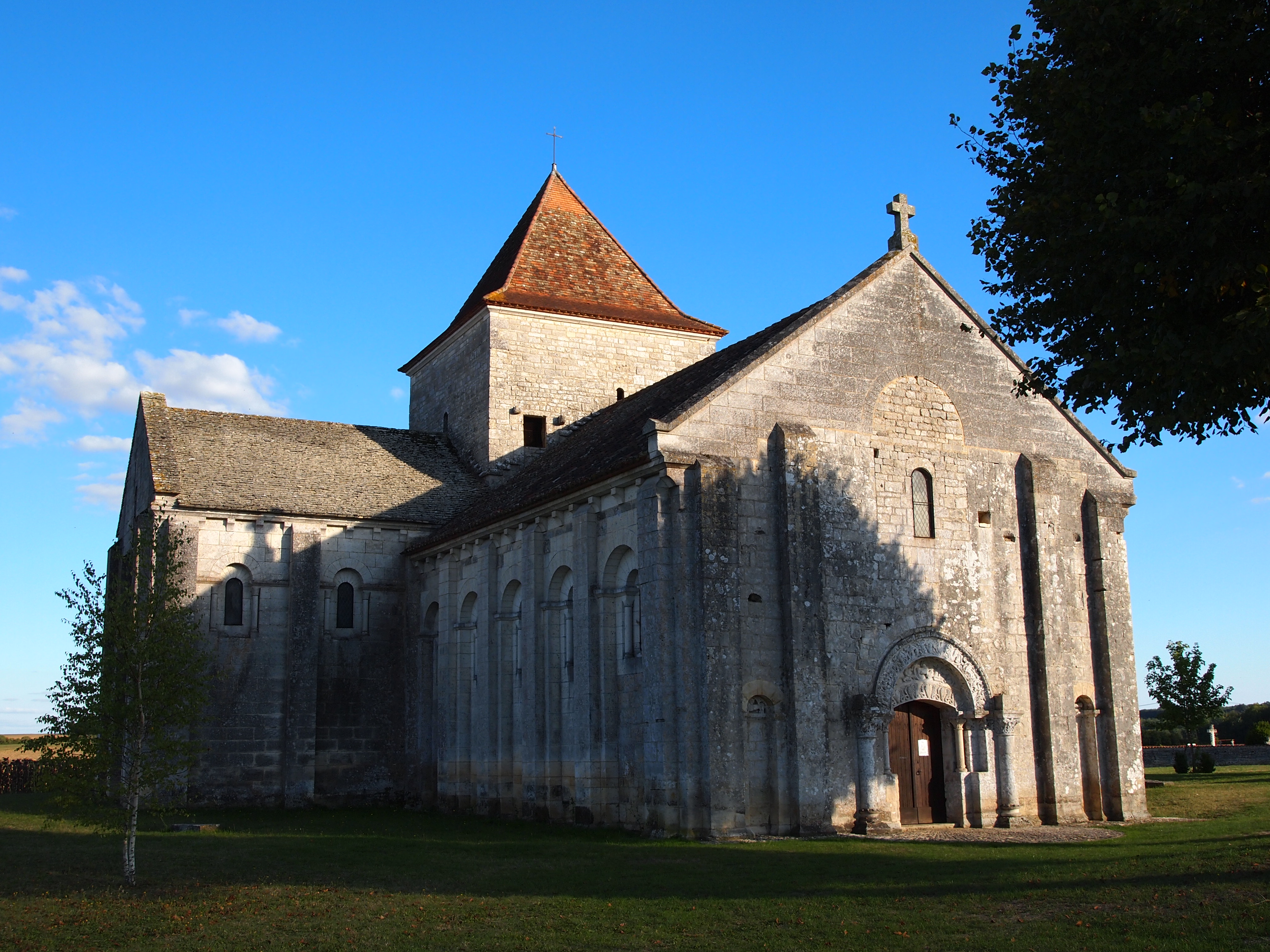
Ansicht von Westen
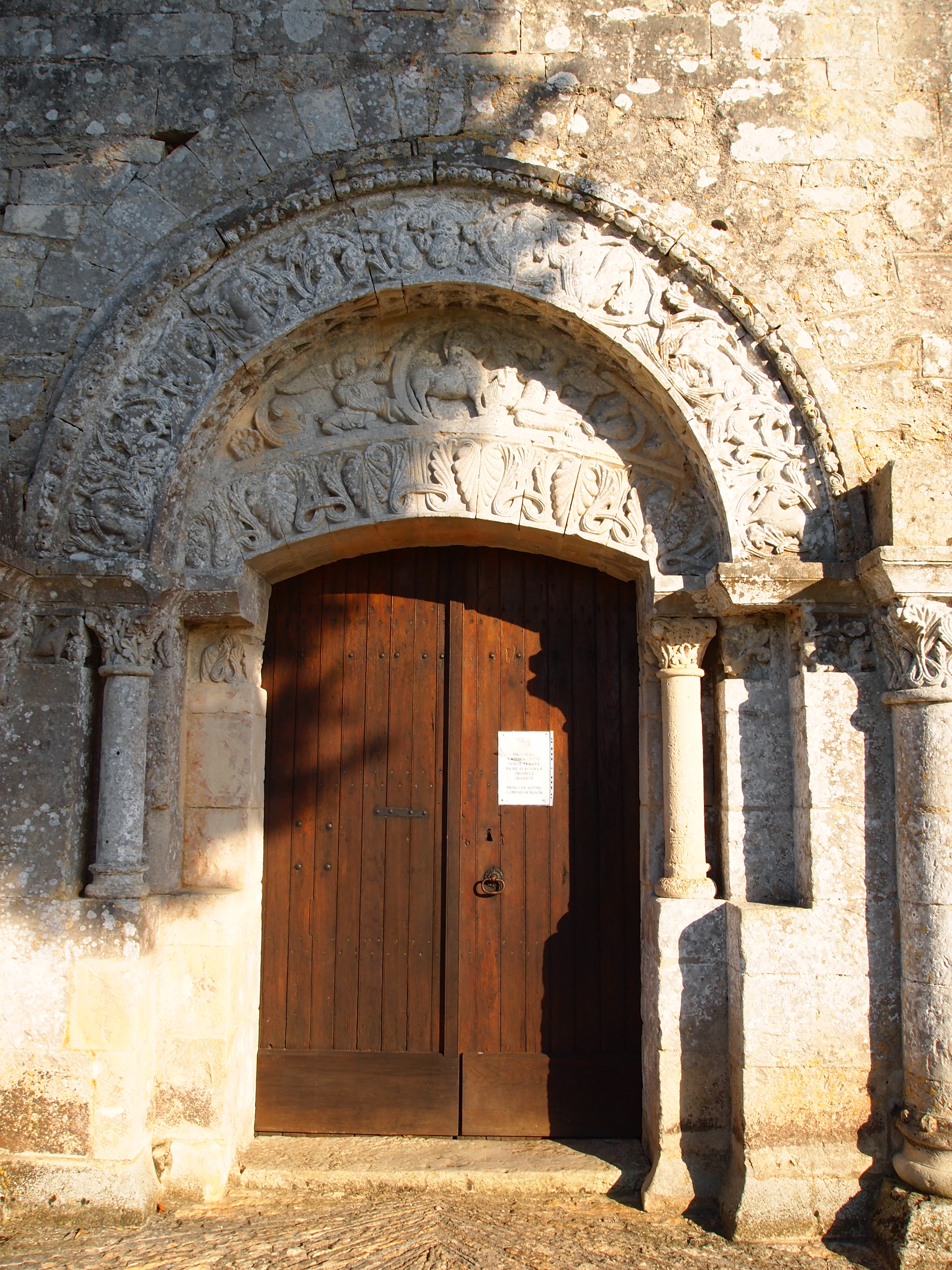
Westportal
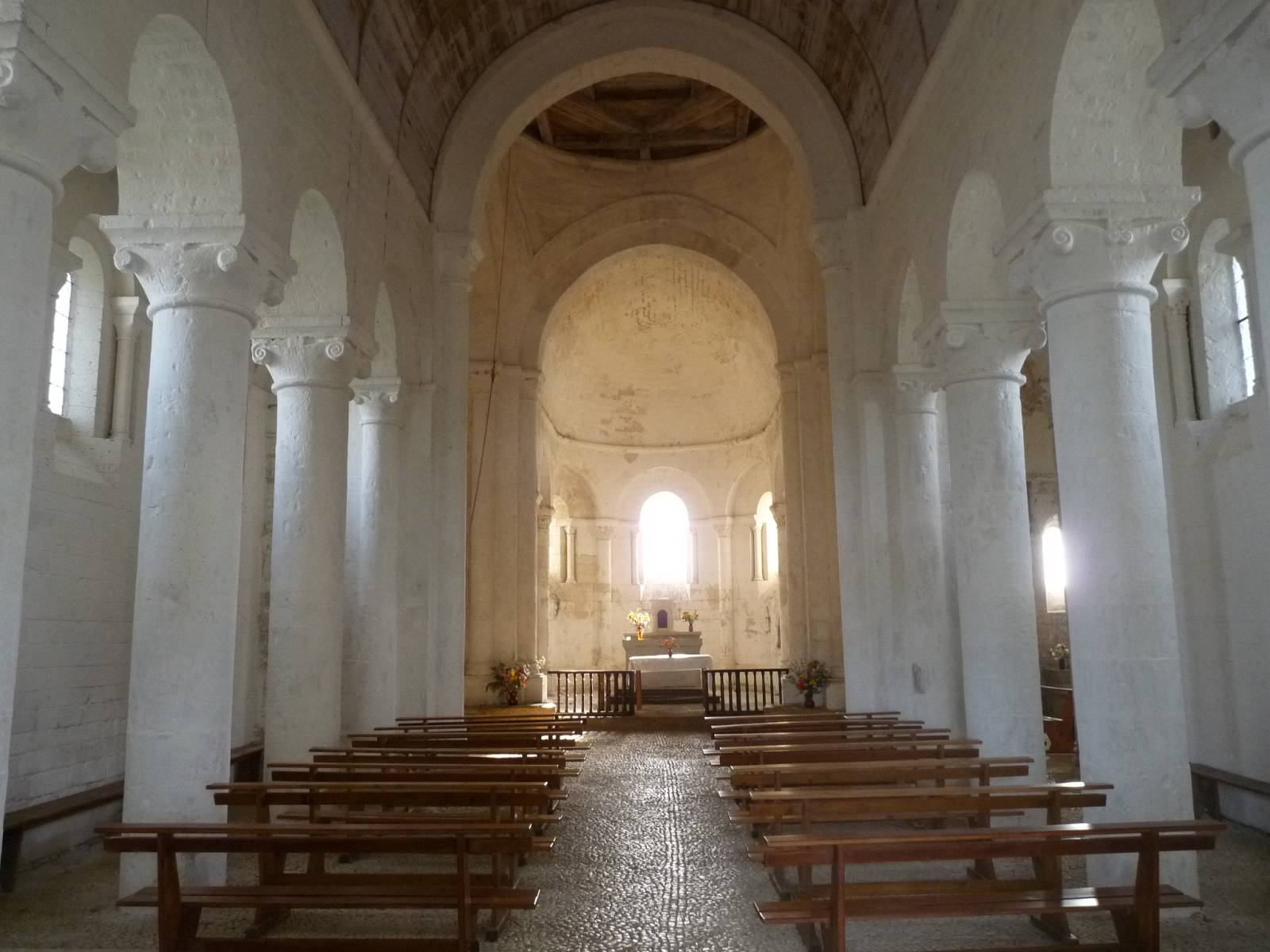
Kirchenschiff